# Arroyo Guaramboca
El arroyo Soberbio o Guaramboca es un curso de agua ubicado en la provincia de Misiones, Argentina que desagua en el río Uruguay.
Nace en la sierra de Misiones cerca de la localidad de Capitán Antonio Morales en el Departamento Guaraní y se dirige con rumbo sur hasta desembocar en el río Uruguay cerca de la ciudad de El Soberbio.
Perteneciente al ecosistema de la selva paranaense la parte superior de su cuenca está protegida por la Reserva de la Biosfera Yabotí. Su principal afluente es el arroyo Guaranaiba.